# Calytrix decandra
Calytrix decandra är en myrtenväxtart som beskrevs av Dc.. Calytrix decandra ingår i släktet Calytrix och familjen myrtenväxter. Inga underarter finns listade i Catalogue of Life.